# Сербія на Євробаченні Юних Музикантів
Сербія брала участь у Євробаченні юних музикантів, що проводиться кожні два роки, лише один раз дебютувавши у 2008 році, та не потрапила до фіналу. Країна повернулася на конкурс у 2024 році.

## Учасники
Умовні позначення
     Переможець
     Друге місце
     Третє місце
     Не пройшла до фіналу
     Участь скасовано
     Не брала участі
| Рік                               | Місце проведення | Учасник        | Інструмент | Результат                  | Півфінал       |
| --------------------------------- | ---------------- | -------------- | ---------- | -------------------------- | -------------- |
| 2008                              | Відень           | Міна Закич     | Віолончель | Не вдалося кваліфікуватися | -              |
| Не брала участі в 2010-2022 роках |                  |                |            |                            |                |
| 2024                              | Буде             | Богдан Дугалич | Фортепіано | -                          | Без півфіналів |